# Леопольд Ноймер
Леопольд Ноймер (нім. Leopold Neumer, 8 лютого 1919, Відень — 19 березня 1990) — австрійський футболіст, що грав на позиції нападника, зокрема за клуб «Аустрія» (Відень), а також збірні Австрії і Німеччини.

## Клубна кар'єра
У футболі дебютував 1931 року за команду «Зіммерингер».
З 1935 року виступав за команду «Аустрія» (Відень), кольори якої і захищав протягом усієї своєї подальшої кар'єри гравця, що тривала чотирнадцять років. 

## Виступи за збірні
1937 року дебютував в офіційних матчах у складі національної збірної Австрії. 
Після Аншлюсу Австрії гітлерівською Німеччиною 1938 року залучався до національної збірної останньої, провів у її формі один матч і навіть був у її складі учасником чемпіонату світу 1938 року у Франції, де зіграв в переграванні проти Швейцарії (2-4).
У повоєнний час знову грав за збірну Австрії, загалом провівши у її складі чотири гри і забивши два голи.
Помер 19 березня 1990 року на 72-му році життя.